# Beneš-Mráz Be-252 Beta-Scolar

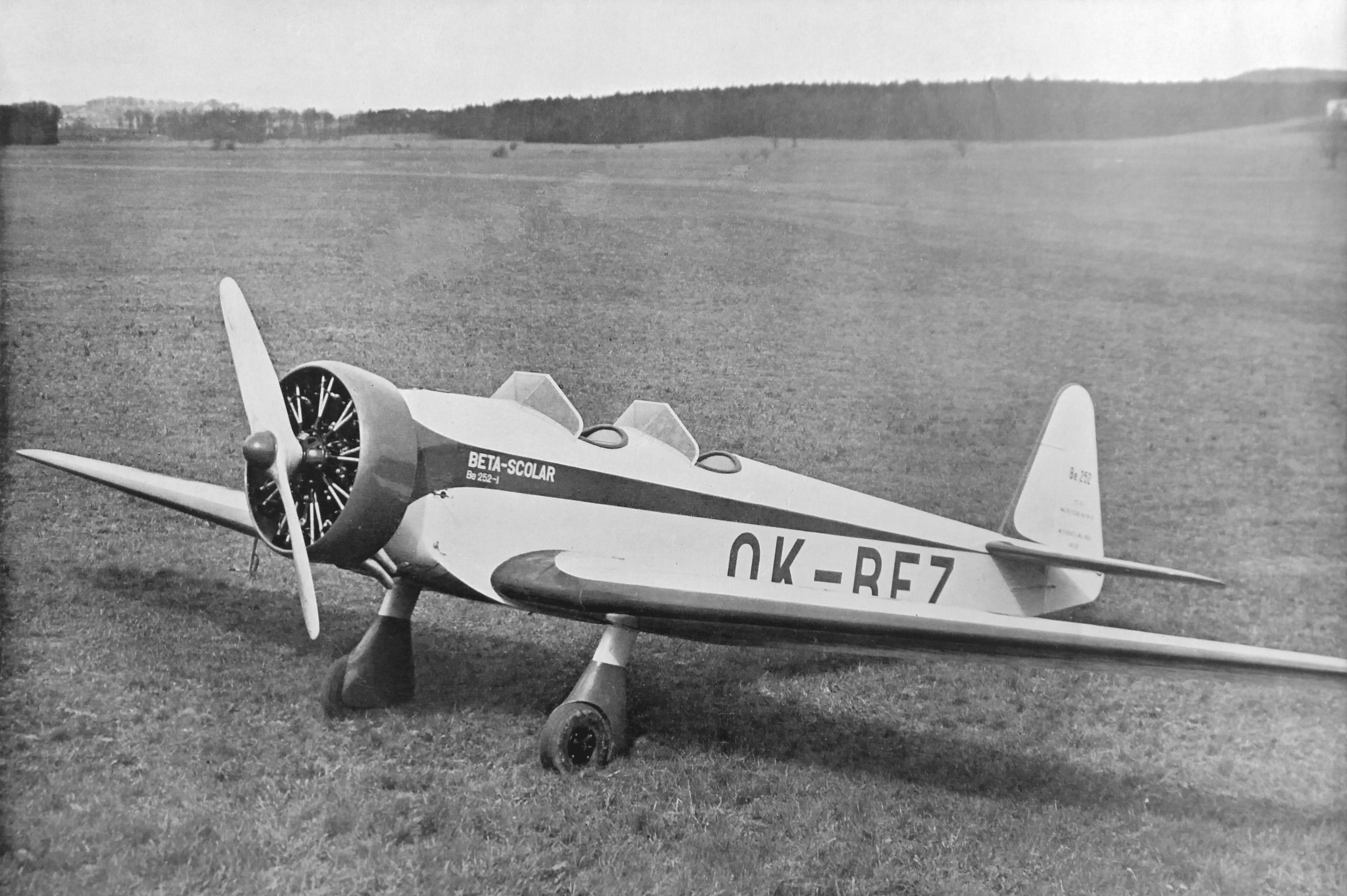
Beneš-Mráz Be-252

De Beneš-Mráz Be-252 Beta-Scolar is een Tsjechoslowaaks Aerobatic vliegtuig gebouwd door Beneš & Mráz. De Beta-Scolar is gebaseerd op eerder toestel van Beneš & Mráz, de Be-50 Beta-Minor. Het maakte zijn eerste vlucht in het jaar 1937.

## Varianten
- Be-252C

## Specificaties
- Bemanning: 1, de piloot
- Capaciteit: 1 passagier
- Lengte: 7,45 m
- Spanwijdte: 11,66 m
- Vleugeloppervlak: 14 m2
- Leeggewicht: 610 kg
- Startgewicht: 890 kg
- Motor: 1× Walter Scolar, 160 kW (120 pk)
- Maximumsnelheid: 250 km/h
- Vliegbereik: 500 km
- Dienstplafond: 7 000 m
- Klimsnelheid: 4,2 m/s